# Proporzec Prezydenta Rzeczypospolitej Polskiej

Proporzec Prezydenta Rzeczypospolitej Polskiej

Flaga głowy państwa Polski Ludowej

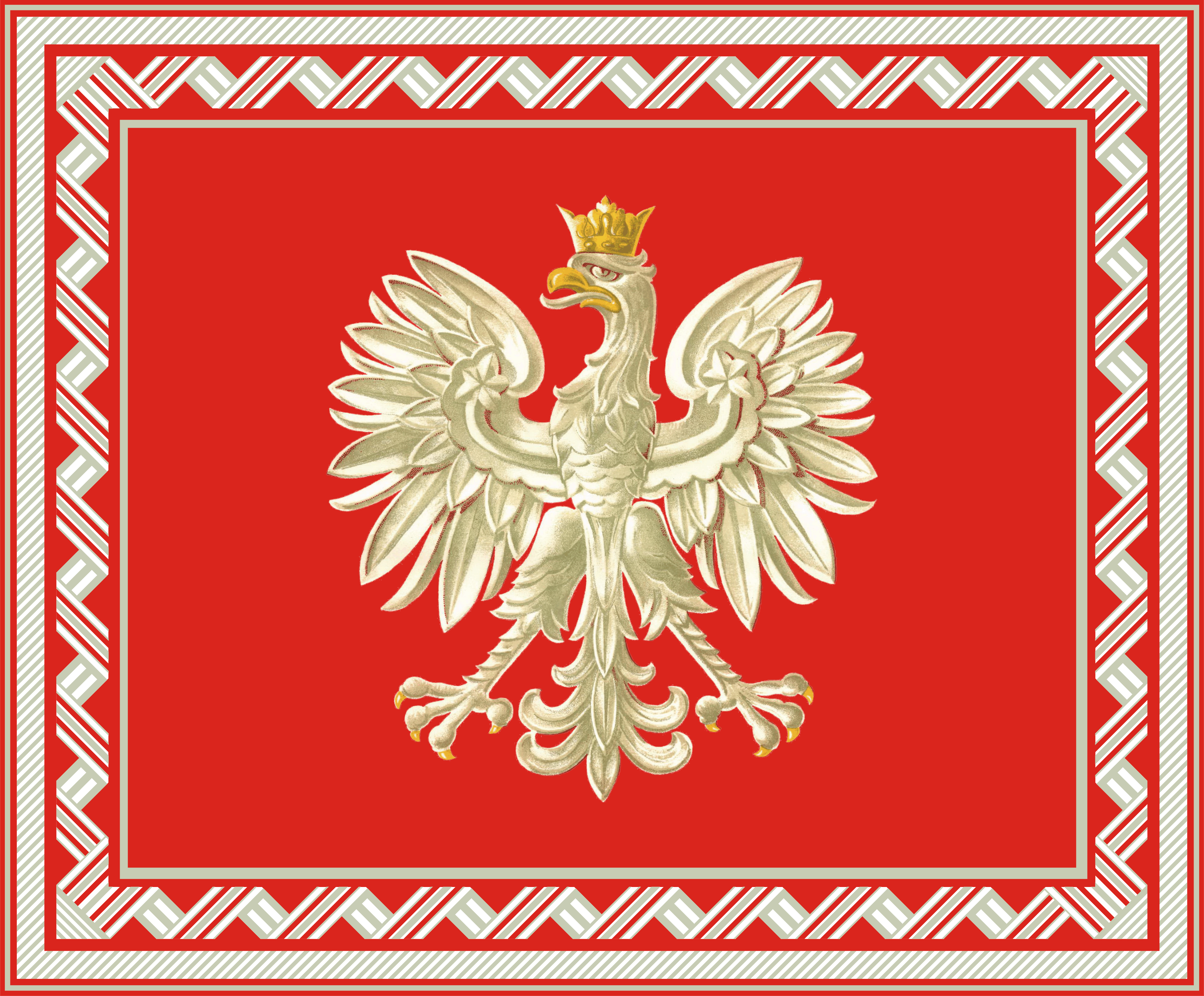
Chorągiew Rzeczypospolitej według wzoru z 1927

Chorągiew Rzeczypospolitej według wzoru z 1919

Proporzec Prezydenta Rzeczypospolitej Polskiej – płat tkaniny barwy czerwonej z wizerunkiem godła państwowego pośrodku płata, w obramowaniu wężyka generalskiego. Stosunek szerokości proporca do jego długości wynosi 5:6. Stosunek wysokości orła do szerokości proporca wynosi 3:5.

## Historia
25 sierpnia 1919 wprowadzono Chorągiew Rzeczypospolitej przysługującą Naczelnikowi Państwa. Był to czerwony płat o proporcjach 8:5 z herbem Rzeczypospolitej pośrodku. Obecny Proporzec jest wzorowany na Chorągwi Rzeczypospolitej, ustanowionej 27 grudnia 1927. Chorągiew była używana wyłącznie przez Prezydenta Rzeczypospolitej. Wyjątkową sytuacją był pogrzeb Marszałka Polski Józefa Piłsudskiego, kiedy chorągiew przykrywała jego trumnę. W 1939 chorągiew została wywieziona przez prezydenta Ignacego Mościckiego do Londynu. Używana była przez Prezydentów RP na Uchodźstwie w latach 1945–1990. Została przekazana 22 grudnia 1990 prezydentowi Lechowi Wałęsie przez Ryszarda Kaczorowskiego – ostatniego prezydenta na Uchodźstwie.
W Polsce Ludowej używana była flaga głowy państwa – wzorowana na Chorągwi Rzeczypospolitej z 1927, ale z orłem bez korony. Wprowadzona została bez żadnego aktu prawnego. Użyta została po raz pierwszy 15 lipca 1945 w czasie uroczystości na polu bitwy pod Grunwaldem. W czasie kadencji Bolesława Bieruta – prezydenta RP (1947–1952) powiewała nad jego siedzibą. Oficjalnie została zniesiona w 1955, ale później była używana przez premiera, a w latach 60. XX w. przez Przewodniczącego Rady Państwa.

## Współczesność
Szczegóły dotyczące proporca – jako znaku marynarki wojennej – określiło zarządzenie Ministra Obrony Narodowej z dnia 29 stycznia 1996 w sprawie szczegółowych zasad używania znaków Sił Zbrojnych Rzeczypospolitej Polskiej oraz ustalenia innych znaków używanych w Siłach Zbrojnych Rzeczypospolitej Polskiej. Nowelizacja zarządzenia z dnia 14 grudnia 2005 (M.P. z 1996 r. nr 14, poz. 178) wprowadziła proporzec Prezydenta Rzeczypospolitej Polskiej – Zwierzchnika Sił Zbrojnych Rzeczypospolitej Polskiej jako znak używany w Siłach Zbrojnych Rzeczypospolitej Polskiej. Pierwszy raz proporzec został użyty 3 maja 2005 w trakcie uroczystości Święta Narodowego Trzeciego Maja na Placu Piłsudskiego – przed Grobem Nieznanego Żołnierza w Warszawie
13 kwietnia 2010 roku proporcem przykryta została trumna tragicznie zmarłego prezydenta Lecha Kaczyńskiego, w czasie wystawienia jej w Sali Kolumnowej Pałacu Prezydenckiego. Także trumna byłego prezydenta na uchodźstwie Ryszarda Kaczorowskiego była przykryta proporcem.
Od 2016 roku w polskim życiu politycznym widoczne jest zintensyfikowanie szerszej dyskusji na temat przywrócenia Chorągwi Rzeczypospolitej jako jednego z symboli narodowych.

## Galeria

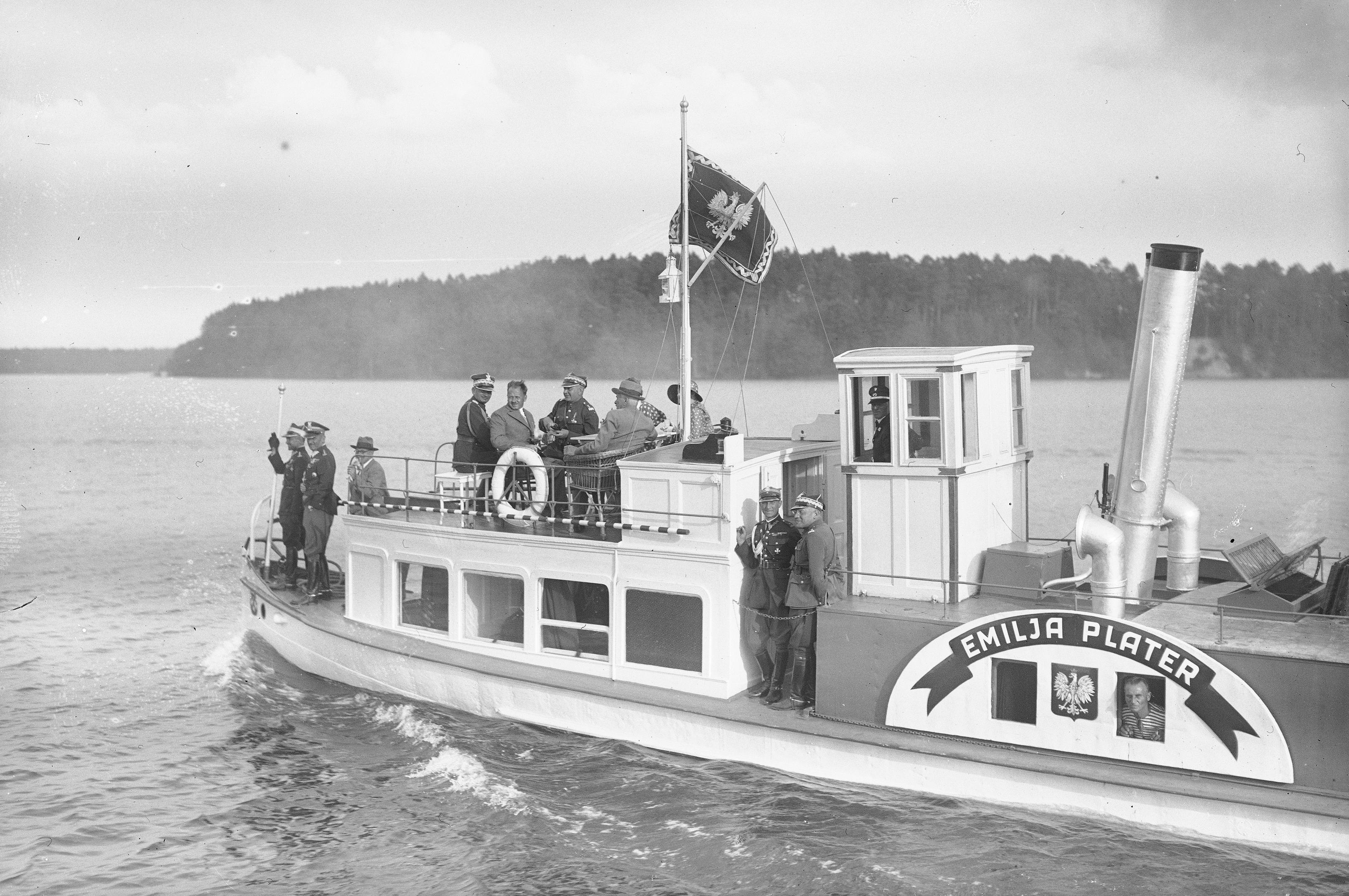
Chorągiew Rzeczypospolitej eksponowana w obecności prezydenta Polski Ignacego Mościckiego i późniejszego marszałka Polski Edwarda Śmigłego-Rydza w Augustowie w 1932
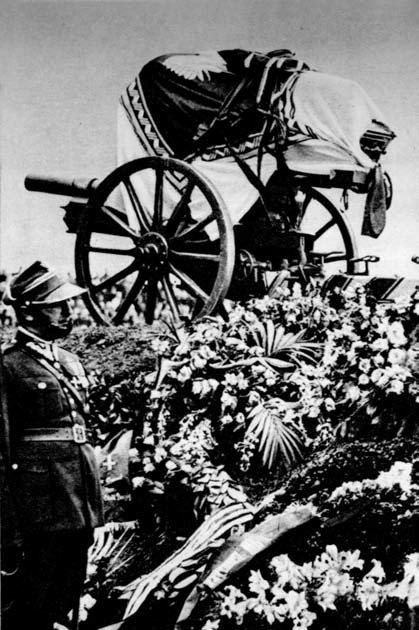
Trumna Marszałka Józefa Piłsudskiego okryta Chorągwią Rzeczypospolitej
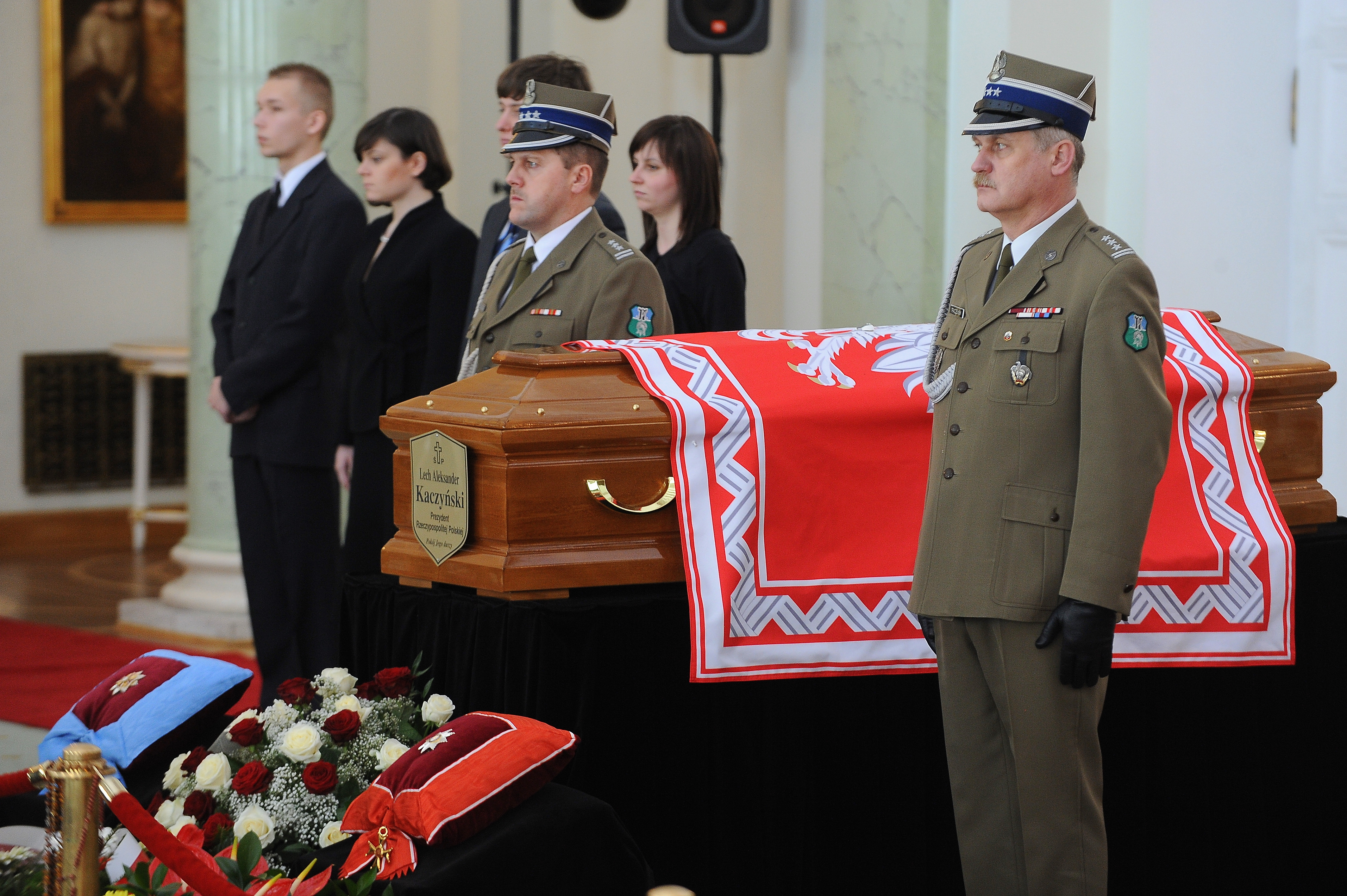
Trumna prezydenta Lecha Kaczyńskiego okryta proporcem
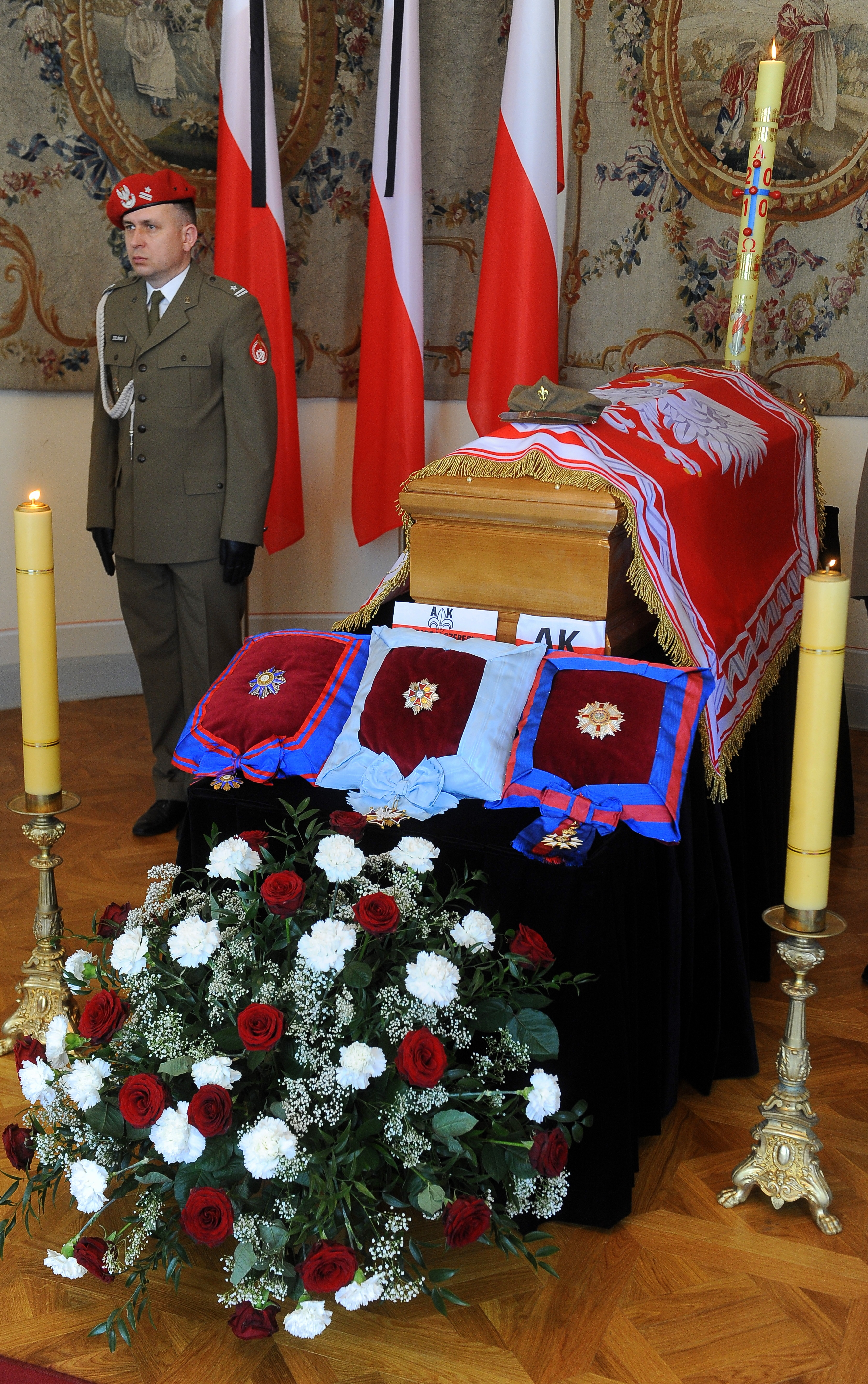
Trumna prezydenta Ryszarda Kaczorowskiego okryta proporcem
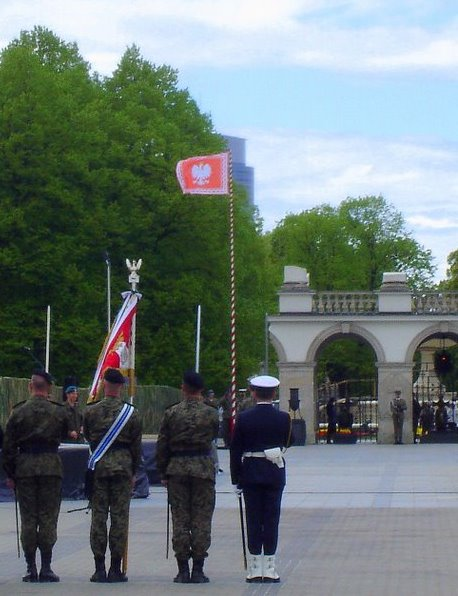
Proporzec Prezydenta na placu Piłsudskiego podczas obchodów Święta Narodowego Trzeciego Maja
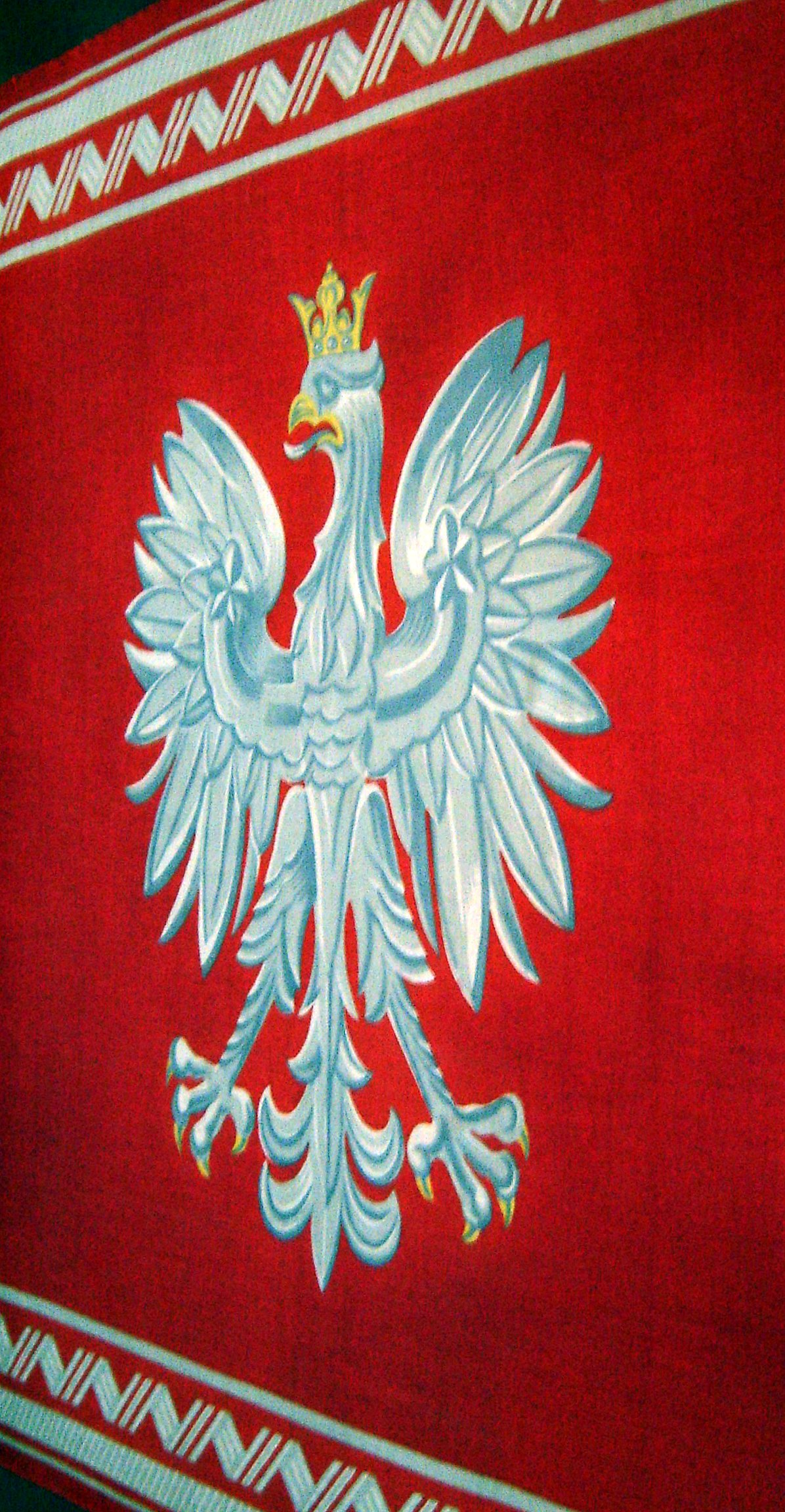
Chorągiew Rzeczypospolitej na Zamku Królewskim w Warszawie